# سكوت ميلفيل
سكوت ميلفيل (بالإنجليزية: Scott Melville)‏ هو لاعب كرة مضرب أمريكي، ولد في 4 أغسطس 1966 في Fort Ord ‏ في الولايات المتحدة.

## وصلات خارجية
- سكوت ميلفيل على موقع رابطة محترفي التنس (الإنجليزية)
- سكوت ميلفيل على موقع الاتحاد الدولي لكرة المضرب (الإنجليزية)
- سكوت ميلفيل على موقع خلاصة التنس.كوم (الإنجليزية)